# Red Bull RB9
La Red Bull RB9 è un'automobile monoposto sportiva di Formula 1 costruita dalla Red Bull Racing per partecipare al Campionato mondiale di Formula 1 2013.
La vettura è stata progettata da Adrian Newey. È motorizzata Renault ed è guidata dal campione del mondo del 2012 Sebastian Vettel, col numero 1, e dall'australiano Mark Webber, col numero 2. Inoltre è stato designato come terzo pilota lo svizzero Sébastien Buemi. La monoposto è stata presentata il 3 febbraio presso la sede della scuderia, a Milton Keynes.

## Livrea e sponsor
La nuova livrea è blu e viola (con Infiniti ora title sponsor) con inserti gialli e strisce azzurre, rosse e grigie. Nella vettura spicca il toro rosso simbolo della Red Bull, il principale sponsor della scuderia.

## Stagione
Nell'arco della stagione la RB9 si impose nettamente come vettura di riferimento.
Vettel prese la testa del campionato nella seconda gara, il Gran Premio della Malesia, dopo aver conquistato pole position e vittoria davanti al compagno di squadra. Il pilota tedesco non cedette più il comando della classifica, conquistando ulteriori vittorie in Bahrein e in Canada e consolidando il vantaggio sui rivali Alonso e Räikkönen.
In Gran Bretagna Vettel subì una battuta d'arresto, dovendosi ritirare per un guasto al cambio. Da quel momento, però, il pilota tedesco si impose come dominatore della stagione, vincendo tutte le gare rimanenti ad eccezione del Gran Premio d'Ungheria. Vettel e la Red Bull conquistarono matematicamente i titoli piloti e costruttori nel Gran Premio d'India, con tre gare di anticipo sulla fine del mondiale.
La stagione di Vettel e della Red Bull si chiuse, quindi, con la conquista di diversi record, tra i quali la più lunga serie di vittorie consecutive in una stagione (9), il più elevato punteggio fatto segnare in un campionato (397) e di vittorie complessive in una stagione (13, alla pari di Michael Schumacher nel 2004), record superati poi da Max Verstappen nel 2023. Il campionato di Webber, all'ultimo anno in Formula 1, fu più avaro di soddisfazioni. Il pilota australiano chiuse al terzo posto in classifica, senza aver conquistato vittorie.

## Piloti
| Piloti ufficiali     | Piloti ufficiali | Piloti ufficiali |
| Nazione              | Nome             | Numero           |
| -------------------- | ---------------- | ---------------- |
| Germania (bandiera)  | Sebastian Vettel | 1                |
| Australia (bandiera) | Mark Webber      | 2                |
| Collaudatori         |                  |                  |
| Nazione              | Nome             | Nome             |
| Svizzera (bandiera)  | Sébastien Buemi  | Sébastien Buemi  |

## Risultati in Formula 1
| Anno | Team                     | Motore                | Gomme | Piloti |   |   |     |   |   |   |   |     |   |   |   |   |    |     |   |     |   |   |   | Punti | Pos. |
| ---- | ------------------------ | --------------------- | ----- | ------ | - | - | --- | - | - | - | - | --- | - | - | - | - | -- | --- | - | --- | - | - | - | ----- | ---- |
| 2013 | Infiniti Red Bull Racing | Renault RS-27 2013 V8 | P     | Vettel | 3 | 1 | 4   | 1 | 4 | 2 | 1 | Rit | 1 | 3 | 1 | 1 | 1  | 1   | 1 | 1   | 1 | 1 | 1 | 596   | 1º   |
| 2013 | Infiniti Red Bull Racing | Renault RS-27 2013 V8 | P     | Webber | 6 | 2 | Rit | 7 | 5 | 3 | 4 | 2   | 7 | 4 | 5 | 3 | 15 | Rit | 2 | Rit | 2 | 3 | 2 | 596   | 1º   |